# Parg
Pargev Vardanyan (em armênio/arménio:  Պարգեւ Վարդանյան; Guelarcunique, Arménia; 7 de junho de 1996) conhecido profissionalmente como Parg (em armênio/arménio:  ՊԱՐԳ), é um cantor e compositor arménio. Parg lançou o seu primeiro single, Ginin U Grely, em 2021. Parg representou a Arménia no Festival Eurovisão da Canção de 2025 com a canção «Survivor».

## Biografia
Parg nasceu na província de Geghargunik, na Arménia. Ainda criança, cantou no coro da igreja do bairro até aos seis anos de idade.  Tempo depois, Parg e a sua família mudaram-se para Volgogrado, na Rússia, onde frequentou o Instituto Estatal de Teatro e Cinema de Volgogrado e se licenciou em Artes Teatrais e Representação, também naquela cidade co-fundou uma banda chamada The Edge Chronicles. Entre 2017 e 2019, a banda fez uma digressão por locais na Arménia, Rússia, Geórgia e Ucrânia.
Parg regressou à Arménia em 2022. Em junho desse ano, o cantor abriu o show de Zaz no Festival HAYA em Erevã. Desde então, tem feito covers de canções de artistas como Rosa Linn e colaborado com Brunette.
Parg concorreu ao Depi Evratesil 2025 com a canção «Survivor», composta por Thomas G:son e Benjamin Alasu. A 16 de fevereiro de 2025, na final do festival, obteve o 2.º maior número de pontos dos júris nacional e internacional e o primeiro lugar no televoto, acabando por vencer a competição e recebendo o direito de representar a Arménia no Festival Eurovisão da Canção 2025, em Basileia.

## Discografia

### EP
- 2023 – Theatre Session (Live Edition)

### Singles
- 2020 – Tell Me
- 2020 – Sareri hovin mernem
- 2021 – Kuzes
- 2021 – Ginin u grely
- 2022 – Snap  (com J-Marin)
- 2023 – Araj
- 2024 – Arev es (com Brunette)
- 2024 – Qo mot
- 2024 – Kanchum em
- 2024 – Es nor tarin
- 2025 – Survivor